# Bisdom Agder og Telemark

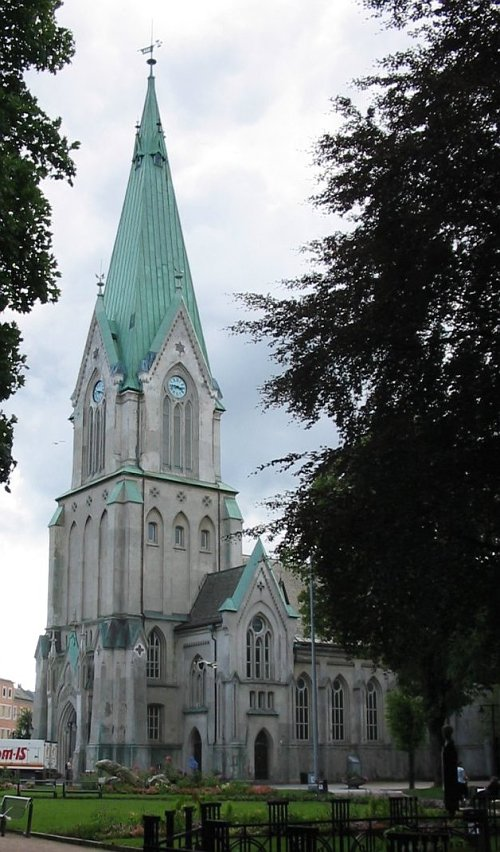
De dom van Kristiansand

Het bisdom Agder og Telemark is een bisdom van de Kerk van Noorwegen. Het bisdom geldt als opvolger van het katholieke bisdom dat in het begin van de twaalfde eeuw werd opgericht en dat geheel Zuid-Noorwegen omvatte. Dat bisdom had zijn zetel in Stavanger. In 1682 verplaatste de koning de zetel van dit bisdom naar Kristiansand. In 1925 werd Rogaland weer een eigen bisdom met zetel in Stavanger.
Het bisdom omvatte de fylker Aust-Agder, Vest-Agder, sinds 2020 samengevoegd tot Agder en Telemark, sinds 2020 deel van de provincie Vestfold og Telemark. Bisschop is sinds 2013 Stein Reinertsen. De naam van het bisdom was van 1681 tot 1918 Christianssand stift, van 1918 tot 2005 Bisdom Agder. Kathedraal van het bisdom is de Domkerk van Kristiansand.

## Indeling van het bisdom
Het bisdom is verdeeld in 11 prosti (proosdijen/decanaten) die weer verdeeld zijn in sogn (parochies/gemeenten). Zeven prosti liggen in de beide Agderfylkene, vier in Telemark.

## Lijst van bisschoppen

### Cristianssand stift (1681–1918)
- Jacob Jensen Jersin 1681–1694
- Hans Munch 1694–1699
- Ludvig Stoud 1699–1705
- Jens Bircherod 1705–1720
- Christopher Nyrop 1720–1733
- Jacob Kærup 1733–1751
- Rasmus Paludan 1751–1759
- Jens Christian Spidberg 1759–1762
- Ole Tidemand 1762–1778
- Eiler Hagerup d.y. 1778–1789
- Hans Heinrich Tübring 1789–1798
- Peder Hansen 1798–1804
- Jens Bloch 1804–1805
- Johan Michael Keyser 1805–1810
- Christian Sørenssen 1811–1823
- Johan Storm Munch 1823–1832
- Mathias Sigwardt 1832–1840
- Jacob von der Lippe 1841–1874
- Jørgen Engebretsen Moe 1874–1881
- Jørgen Johan Tandberg 1882–1884
- Jakob Sverdrup Smitt 1885–1889
- Johan Christian Heuch 1889–1904
- Gunvald Chr. Bernhard Thorkildsen 1904–1908
- Kristian Vilhelm Koren Schjelderup 1908–1913

### Bisdom Agder (1918–2005)
- Bernt Støylen 1914–1930
- James Maroni 1930–1946
- Johannes Smemo 1946–1951
- Johannes Smidt 1951–1957
- Kaare Støylen 1957–1973
- Erling Utnem 1973–1983
- Halvor Bergan 1983–1998

### Bisdom Agder og Telemark (2005–)
- Olav Skjevesland 1998–2012
- Stein Reinertsen 2013